# Iglesia de Santa María (Argelaguer)
La iglesia de Santa María es un edificio religioso de la población de Argelaguer (Gerona, España). Es una iglesia de arquitectura románica incluida en el Inventario del Patrimonio Arquitectónico de Cataluña y protegida como Bien Cultural de Interés Local.

## Historia
Se encuentra citada por primera vez esta iglesia en un juicio, celebrado el año 1004 en el castillo de Besalú, en el que el obispo de Gerona, Odón, reclamaba el templo de «Argelagario» al Conde Bernat Tallaferro. A consecuencia de este juicio, la iglesia de Argelaguer fue restituida a la canónica gerundense. Figura como «ecclesia de Argilagario» a las Rationes Decimarum Hispaniae (Diócesis de Gerona) de los años 1279 y 1280; y se cita también en los nomenclátores de finales del siglo XIV, a los que sale llamada como «Ecclesia parrochialis sancte Marie de Argilagueriis».

## Descripción
La iglesia de Santa María de Argelaguer es de origen románico a pesar de las numerosas reformas llevadas a cabo durante los siglos XVI, XVII y XVIII. Conserva, escondida por las construcciones posteriores, buena parte de la estructura románica del siglo XI. Desde el campanario, se puede observar el ábside, con restos de los arcos lombardos originales, y la pared del sur de la nave que presenta una bonita cornisa decorada con dientes de sierra. En el exterior del ábside, en el lado del este, conserva, en su base, restos de las columnas que sostenían dichos arcos.
En el transcurso de los siglos XVI-XVII y XVIII se llevaron a cabo numerosas obras de ampliación que escondieron la factura románica. En 1571 se acabó la sacristía añadida hacia el sur, según se desprende del dintel de la puerta. La puerta principal fue terminada en el año 1573. En el extremo sur de la fachada oeste hay dos piedras cantoneras con la fecha de 1643, año en que debió quedar terminada la ampliación del edificio por este lateral. El campanario está justo hacia el sur con dos piedras cantoneras donde consta la fecha de 24 de marzo de 1759. La nave que amplió el templo por el lado norte es de principios de siglo XX. Las capillas del lado derecho de la nave presentan bóvedas con nervios y con una clave cada una; una de ellas está decorada con una figura en alto relieve de un obispo y la otra, presentaba otra imagen, hoy desaparecida.

### Puerta
Situada a poniente. Dispone de arcos en degradación sostenidos por columnas de base lisa, fuste cilíndrico y capiteles adornados con hojas de acanto. Todo queda protegido por una cornisa semicircular. En el tímpano fue esculpida una concha abierta y el dintel presenta la fecha de 1573.

### Coro
Durante el transcurso de las ampliaciones realizadas en Santa María se construyó el coro de la iglesia sostenido por un gran arco rebajado con bóveda nervada; cuatro de las claves de bóveda presentan elementos florales estilizados y la quinta una estrella de cinco puntas.

### Pila bautismal
La pila bautismal está situada en el interior de la iglesia, colocada sobre una base mucho más moderna. Está ubicada en el lado izquierdo de la nave principal, en una capilla de construcción más tardía que los muros románicos conservados en el templo. Dispone de ocho caras y está adornada con follajes estilizados; lleva la fecha: 1 6 2 5 ; mide: 74cm de diámetro; 115cm de altura total y sin la base 55cm.